# Juanjo Cañas
Juan José Cañas Gutiérrez (Rota, 17 de abril de 1972) é um ex-futebolista espanhol. Atuava como meio-campista.

## Dezesseis anos de Betis
Cañas jogou quase toda a carreira no Betis, tendo estreado no time principal em 1992. Sua estreia na elite espanhola deu-se em 1994, contra o Logroñés.
Após dezesseis anos no Betis, Cañas decidiu abandonar a Primeira Divisão em 2006, e assinou com o pequeno Alcalá.
Ao fim da temporada 2007/08, Cañas decidiu se aposentar, depois do rebaixamento do Alcalá para a Terceira Divisão. Atualmente, tenta engatar uma carreira de treinador, e não descarta regressar ao Betis, agora como integrante da comissão técnica.